# Estación de West Drayton
La Estación de West Drayton sirve a las localidades de West Drayton y Yiewsley, suburbios situados al oeste de Londres. Los trenes locales con parada en la estación pertenecen a la Línea Elizabeth. La estación está situada a 13 millas 71 cadenas (20,9 km) de la estación de Paddington en Londres, entre Hayes & Harlington al este e Iver al oeste, y es administrada por Transport for London (TfL).

## Historia
La estación de West Drayton está en la línea original del Great Western Railway, y se inauguró el 4 de junio de 1838 al mismo tiempo que la propia línea. Sin embargo, la estación original estaba ubicada ligeramente al oeste de la estación actual y se trasladó a su posición actual a partir del 9 de agosto de 1884, cuando se abrió el ramal a Staines del Ferrocarril de Staines y de West Drayton. Desde el 1 de marzo de 1883, la estación fue atendida por los servicios del District Railway, que circulaban entre Mansion House y Windsor. El servicio se interrumpió por antieconómico después del 30 de septiembre de 1885.
West Drayton era la estación de conexión tanto para el ramal de Staines como para un ramal anterior hacia Uxbridge Vine Street, que se abrió el 8 de septiembre de 1856. El ramal de Uxbridge se cerró a los pasajeros el 10 de septiembre de 1962, pero la línea al sur del Canal Gran Unión se mantuvo para el tráfico de mercancías hasta el 8 de enero de 1979. El ramal de Staines se cerró a los pasajeros el 29 de marzo de 1965, pero los trenes de carga han seguido circulando desde West Drayton para dar servicio a la terminal de combustible de aviación del Aeropuerto de Londres-Heathrow en Colnbrook y a los depósitos situados en Thorney y Colnbrook.
A partir de 1895, la estación se denominó West Drayton and Yiewsley, pero recuperó su nombre original de West Drayton el 6 de mayo de 1974.
En preparación para la introducción de los servicios de la línea Elizabeth, la operación de la estación se transfirió del Great Western Railway a MTR Crossrail bajo el nombre de Transport for London a finales de 2017.

## Descripción
La estación West Drayton está situada en la zona denominada Station Approach de Yiewsley. Se encuentra al norte del centro de West Drayton e inmediatamente al sur del Canal Gran Unión, en el distrito londinense de Hillingdon.
La estación tiene cinco andenes. El andén 1 atiende a la vía "descendente" de la línea principal (la que aleja a los trenes de Londres), el andén 2 es la línea principal "ascendente" (hacia Londres), el andén 3 da a la vía de apartado "descendente", y el andén 4 da a la vía de apartado "ascendente". Un quinto andén en la línea de mercancías "ascendente" no se utiliza para servicios de pasajeros, pero se usa para los servicios de carga con el fin de acceder al ramal a Colnbrook y también como vía de espera para continuar por la vía general hacia Londres ("ascendente"). Los andenes en las vías generales tienen poco uso, excepto cuando las vías de apartado están cerradas por mantenimiento. El acceso entre los andenes se realiza a través de escaleras y un paso subterráneo para peatones.

## Crossrail y la línea Elizabeth
La estación recibió mejoras importantes a través del proyecto de construcción Crossrail en preparación para los servicios de la Línea Elizabeth, que comenzaron en mayo de 2022. Se construyó una nueva extensión de vidrio y acero junto con una taquilla principal remodelada y nuevas marquesinas de andén. Los andenes se ampliaron para tener una longitud superior a los 200 m, a los que se accede mediante una nueva pasarela sobre andenes con cuatro ascensores.

## Servicios
Los servicios en West Drayton son operados por la Línea Elizabeth utilizando unidades eléctricas múltiples de la Clase 345.
El servicio típico fuera de horas punta en trenes por hora es:
- 4 trenes por hora a Abbey Wood
- 4 trenes por hora a Maidenhead de los cuales 2 siguen a Reading

En las horas pico, esto aumenta a 6 trenes por hora entre Maidenhead y Abbey Wood, y 4 de ellos continúan hasta Reading.

## Conexiones
Las rutas de London Buses 222, 350, 698, U1, U3 y U5 dan servicio a la estación.